# Thamnophilus aroyae
Thamnophilus aroyae là một loài chim trong họ Thamnophilidae.